# Чистові
Чистові (Cistaceae) — родина квіткових рослин, відомих своїми красивими чагарниками, які рясно вкриті квітами під час цвітіння.

## Опис
Більшість Чистових напівкущі й низькі кущі, але деякі — трав'янисті рослини. Вони часто мають ефектні жовті, рожеві або білі квіти, які, як правило недовговічні. Квітки двостатеві, правильні, поодинокі або в складному зонтику; вони, як правило, мають п'ять, іноді три пелюстки. Є 5 чашолистків. Плід являє собою капсулу. Насіння дрібне, з твердим водонепроникним покриттям, вагою близько 1 мг.

## Поширення, екологія
Ця родина складається з приблизно 200 видів, розподілених в основному в помірних районах Європи та в Середземноморському басейні, також у Північній Америці; обмежене число видів зростає в Південній Америці.
Вони воліють сухі й сонячні місця проживання. Чистові добре ростуть на бідних ґрунтах; багато з них культивуються в садах.

## Використання людиною
Cistus, Halimium, Helianthemum широко культивуються як декоративні рослини. Деякі види Cistus — в основному С. ladanifer — придатні для виробництва ароматичних смол, що використовуються в парфумерній промисловості. Здатність Cistaceae створювати симбіотичні відносини з трюфелями зумовила декілька досліджень з використання їх як кормових рослин для вирощування трюфелів.

## Галерея

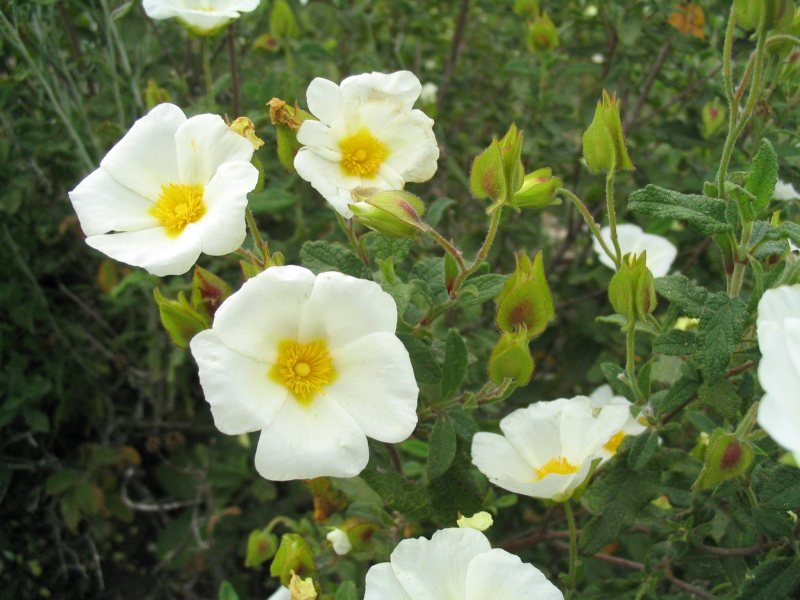
Cistus salviifolius
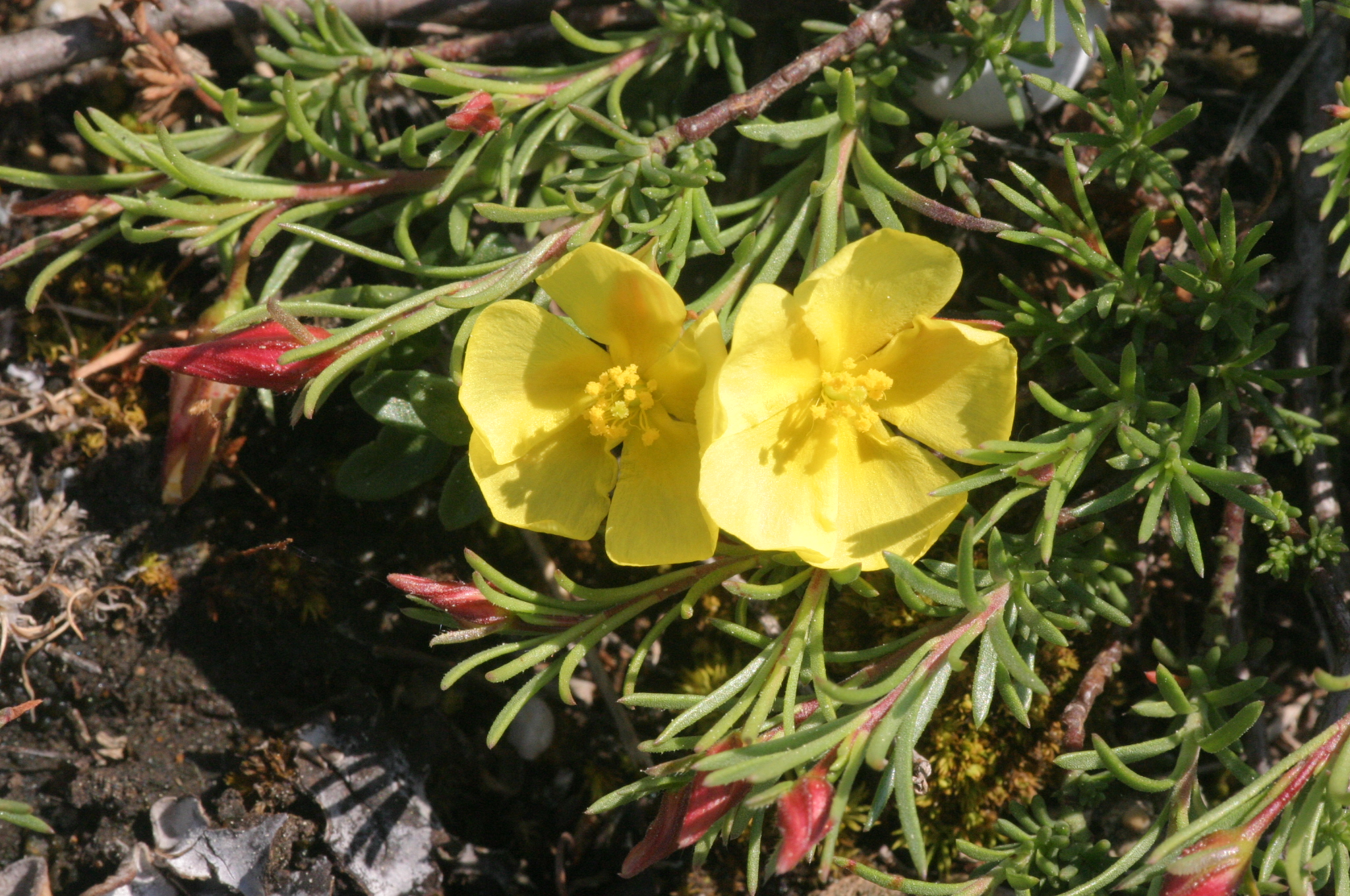
Fumana procumbens
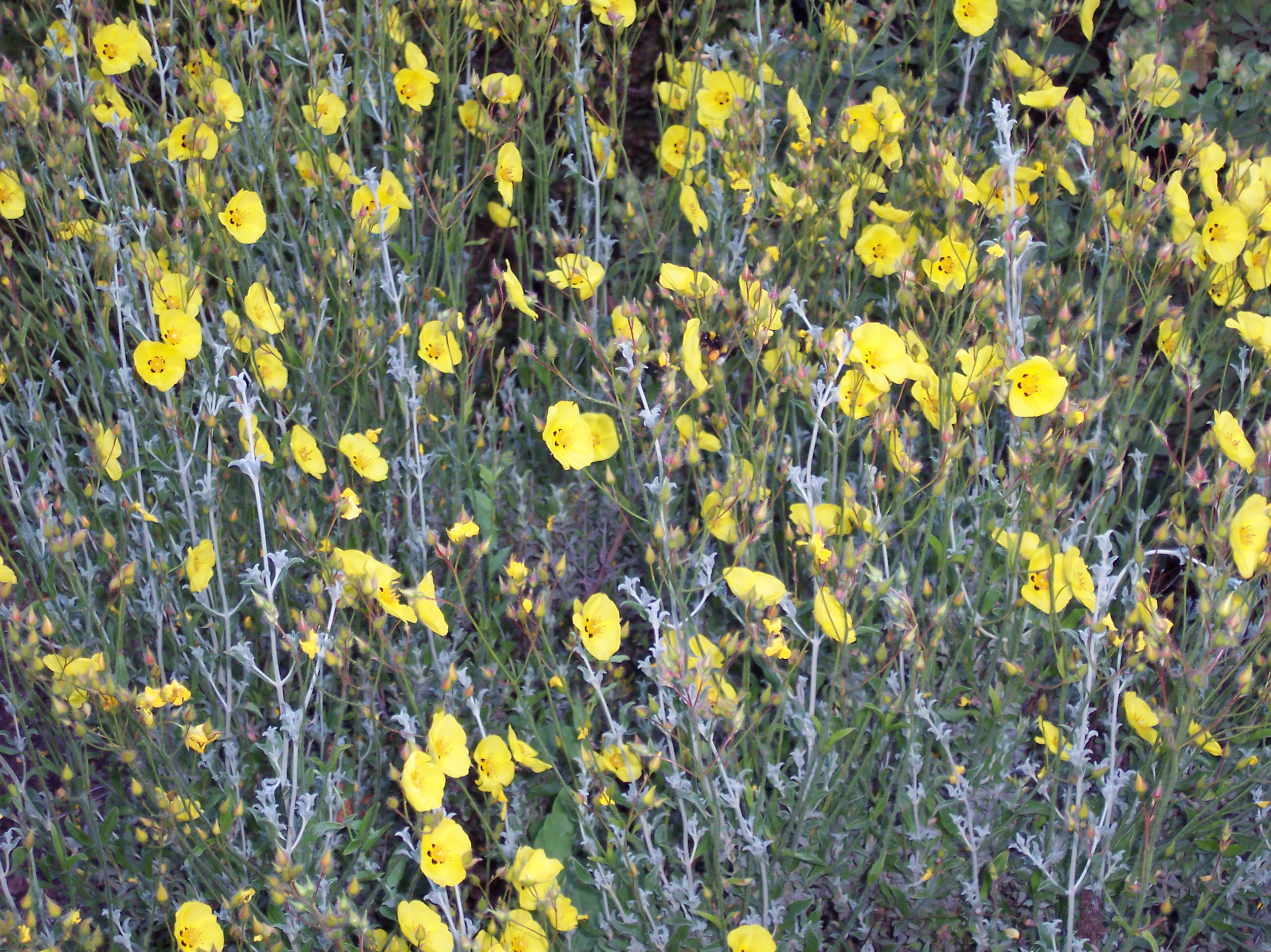
Halimium lasianthum
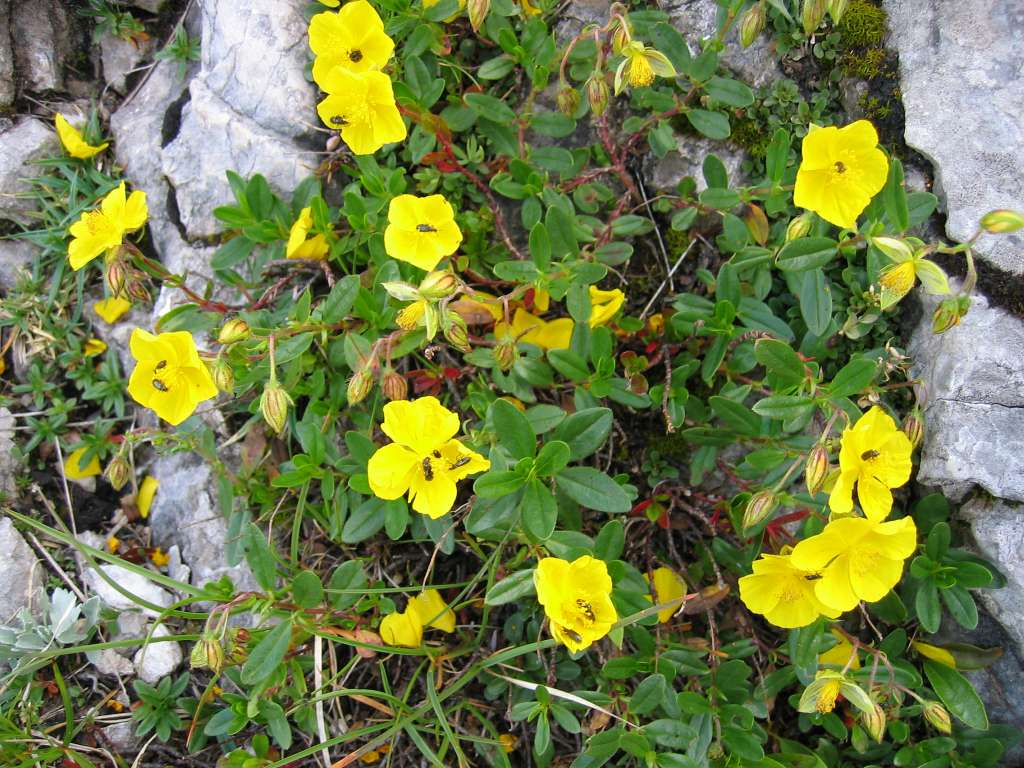
Helianthemum nummularium
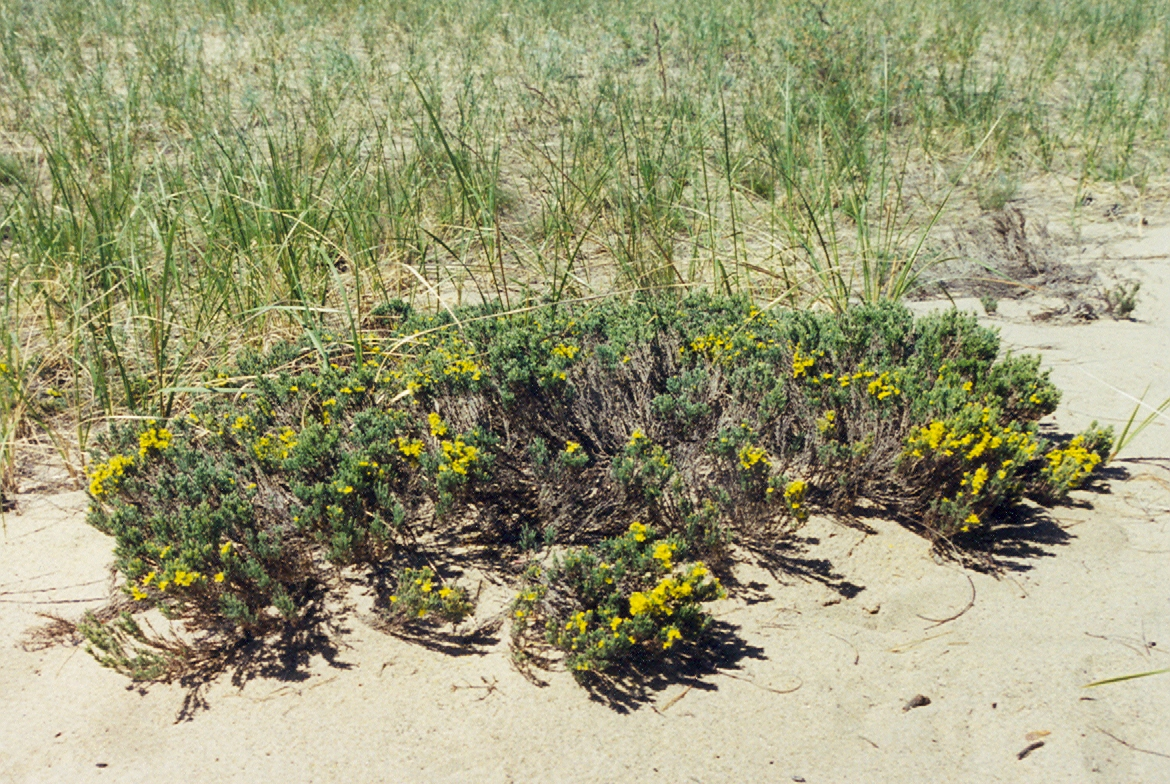
Hudsonia tomentosa
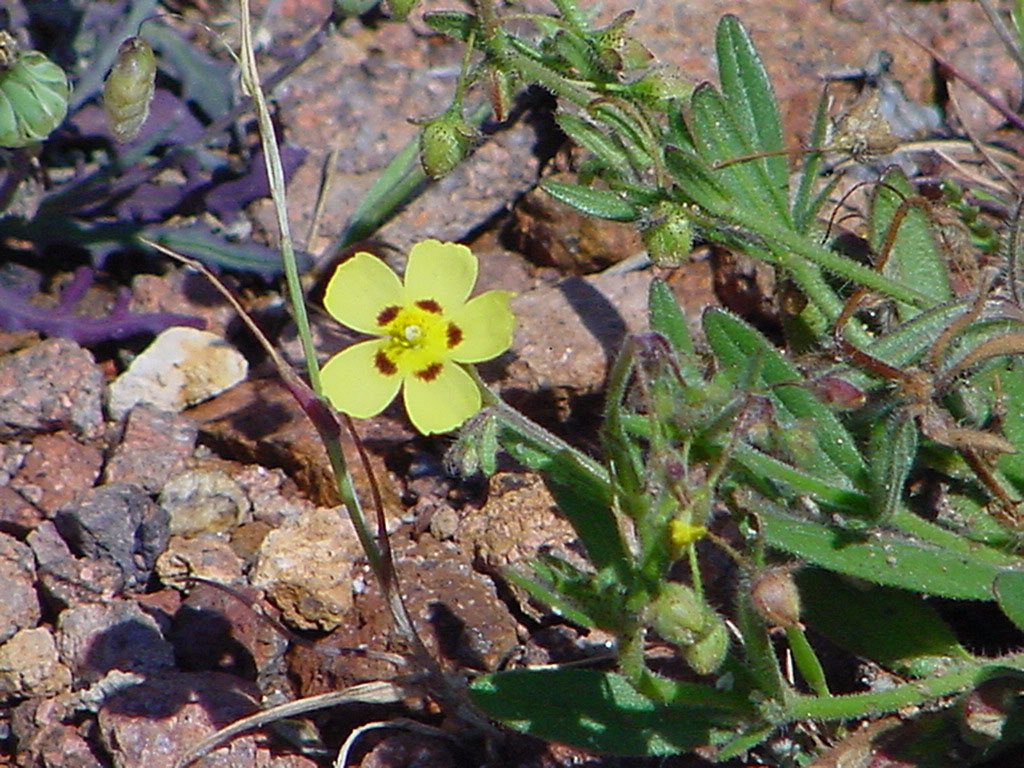
Tuberaria guttata